# 日吉大社
日吉大社（ひよしたいしゃ）是位於日本滋賀縣大津市的神社，為式內社（名神大社）、二十二社、舊社格為官幣大社（現神社本廳的別表神社），也是日本全國約2千座日吉、日枝、山王神社之總本宮。內部的大宮橋被選為日本百名橋。

## 關連項目
- 神社

## 外部連結
- （日語）日吉大社